# Frederick William Brearey
Frederick William Brearey, né à Stillingfleet en 1816 et mort à Cornhill le 31 janvier 1896, est un médecin et inventeur britannique, un des pionniers de l'aviation.

## Biographie
Secrétaire de l'Aeronautical Society of Great Britain, qu'il a co-fondé en 1866 avec cinq autres membres, à sa mort, il fait breveter dès 1879 un appareil aérien établi sur les mouvements des poissons puis, en 1885, un système aérien à élastiques qui imitent les muscles pectoraux des oiseaux.
Il expérimente des modèles de ses inventions à Blackheath (1880) et à Maidstone Town Hall (en) (1885).
On lui doit l'étude Some Observations upon the Possible Attainment of Aerial Flight .
Jules Verne le mentionne dans le sixième chapitre de son roman Robur-le-Conquérant.